# Castillo de Moraira
El castillo de Moraira es un fortín que se encuentra en la localidad de Moraira, en el término municipal de Teulada (Provincia de Alicante, España). Se enclava sobre una elevación rocosa dominando la playa de la Ampolla y toda la bahía de Moraira.

## Historia
En contra de la opinión generalizada que databa este baluarte en el siglo XVI como una obra de Juan B. Antonelli, hoy se sabe que fue construido en el siglo XVIII. Sobre la puerta de acceso domina el escudo real de la casa de los Borbones, el cual está datado en 1742, posiblemente el año de finalización de la obra. Se sabe que ya estaba construyéndose en 1741 por una referencia que aparece en una carta enviada al Gobernador de Valencia por el alcalde y regidores de Calpe que pedían fuera fortificada su villa. La carta lleva fecha del 28 de octubre de 1744 y el fortín se estaba construyendo en esos momentos bajo la dirección de don Nicolas Bodin.
Esta fortificación fue el producto final de una serie de proyectos infructuosos anteriores que conducían a la protección y salvaguardia de la costa teuladina, que continuamente era invadida por piratas berberiscos, quienes además de castigar la costa, llegaban hasta la misma villa de Teulada.
Este edificio, que hasta hace pocos años estaba en completa ruina, fue restaurado a principios de los años 1980, siguiendo en la parte exterior un criterio de aproximación al estado original. El interior, en cambio, se ha modificado en parte respecto a la forma primitiva, habiendo desaparecido las dos chimeneas que flanqueaban la ventana central. Se ha cubierto un patio central y no se ha reconstruido un entresuelo que había en la nave oeste.
El castillo de Moraira aún estuvo en funcionamiento hasta mediados del siglo XIX, contrariamente a las teorías que sitúan su destrucción por los ingleses a principios del siglo XIX. Esta afirmación se basa en la existencia de un atajador de ese castillo que aún vivía a mediados del siglo XX. Por otra parte sabemos que en la construcción de la ermita de la Virgen de los Desamparados de Moraira, hoy parroquia, entre 1875 y 1878 se utilizaron parte de los sillares del castillo, así como en la edificación de otras casas se emplearon materiales procedentes del mismo.

## Descripción
Es un edificio con planta de pata de buey, con fachada semicircular orientada hacia el sur: el ingreso se realiza por la parte norte donde había una tenaza de protección delante de la puerta en arquitrabe, a la que se accedía después de haber cruzado un foso, sobre el que se disponía de un puente levadizo. En el proceso de restauración realizado los últimos años apareció un fragmento de esta puerta-puente que era de una gruesa madera protegida por una plancha de hierro.
Las paredes están en talud con una altura de 10 metros y construidas con mampostería ordinaria, revestido por sillares de piedra procedente de la misma zona costera. Una imposta de mediacaña marca el límite entre el cuerpo del edificio y la cubierta, protegida por un pequeño muro corrido que presenta siete aperturas en forma de saetera, donde se colocaban los cañones. En la esquina que mira hacia poniente se puede apreciar el arranque de lo que debió ser una barbacana o garita de vigilancia.
El interior está dividido en tres naves, separadas por dos gruesos muros. Las dos laterales son de dimensiones reducidas comparadas con la central que ocupa la mayor parte de los poco más de 200 m² que tiene de superficie total. Originariamente estas naves estaban cubiertas con bóveda construida con ladrillo macizo. Todo el interior quedaba iluminado por tres ventanas, situadas en la fachada semicircular, además de otras ubicadas sobre la puerta de entrada. Dos aspilleras situadas en la fachada norte iluminaban la escalera de caracol y una pequeña sala situada en la nave este.
Frente a la puerta de acceso a este fortín se encuentra una pequeña ermita cuyo antecedente fue una capilla, posiblemente ubicada en el interior del castillo, a la que el año 1746 el arzobispo Mayoral hizo donación de una imagen de la Virgen de los Desamparados y de un cáliz para la celebración de la misa. De ahí arranca la devoción a esta advocación mariana de la gente marinera.
A unos pocos metros al este del castillo, se encuentra un pequeño aljibe, de la misma época del fortín que servía para almacenar el agua para el consumo de su dotación. Es de planta rectangular y está cubierto con bóveda de sillares de tosca (piedra arenisca).